# Joan Calsina Forrellad
Joan Calsina Forrellad   (Sabadell, 1983) és un escriptor i professor universitari català de llengua i literatura catalana.
Es va graduar en Humanitats i va completar els seus estudis amb un màster en Edat Mitjana, un màster en Creació Literària i un màster en Formació del Professorat, a més d’haver estudiat el Títol Superior de Música a l'Esmuc.
Doctor per la UAB amb una tesi sobre la poesia de Pere Rovira, el seu àmbit de recerca és la poesia contemporània, així com la didàctica de la poesia. És o ha sigut professor de la  Universitat de Rennes, així com de la UOC i del màster en formació del professorat de la UB.
Com ha escriptor, ha publicat dos novel·les: La Ciutat de Déu (Beca a la Creació Literària Emili Teixidor) i La guerra que vas perdre.
També ha publicat el poemari Entre tu i jo, nosaltres, pel qual va rebre el Premi Miquel Martí i Pol el 2017 i l’assaig literari El temps i la paraula.